# Oxyopes taeniatulus
Oxyopes taeniatulus là một loài nhện trong họ Oxyopidae.
Loài này thuộc chi Oxyopes. Oxyopes taeniatulus được Carl Friedrich Roewer miêu tả năm 1955.